# Baldwin Locomotive Works
Pour les articles homonymes, voir Baldwin et BLW.

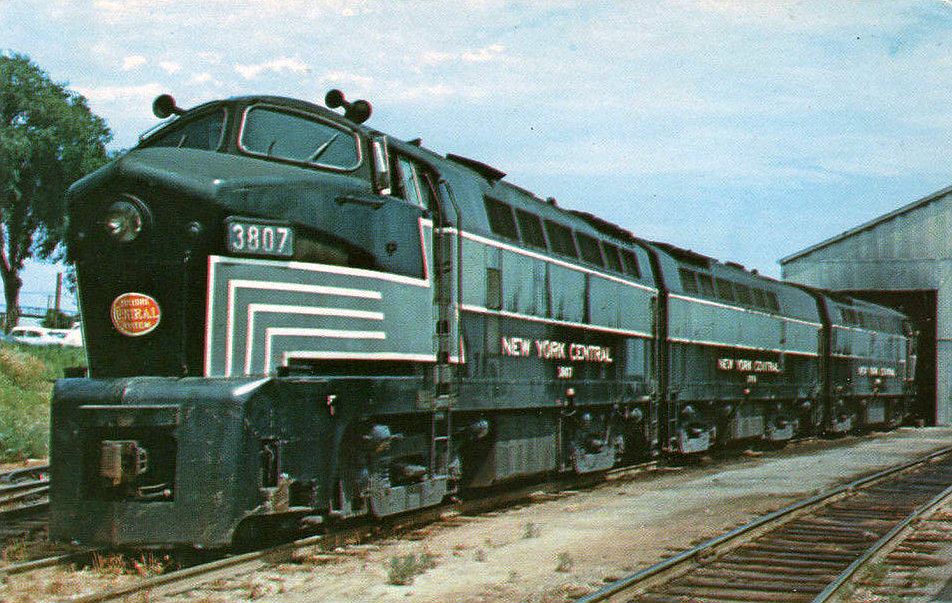
Une Baldwin RF-16 Diesel « sharknose » (« face de requin ») de 1958

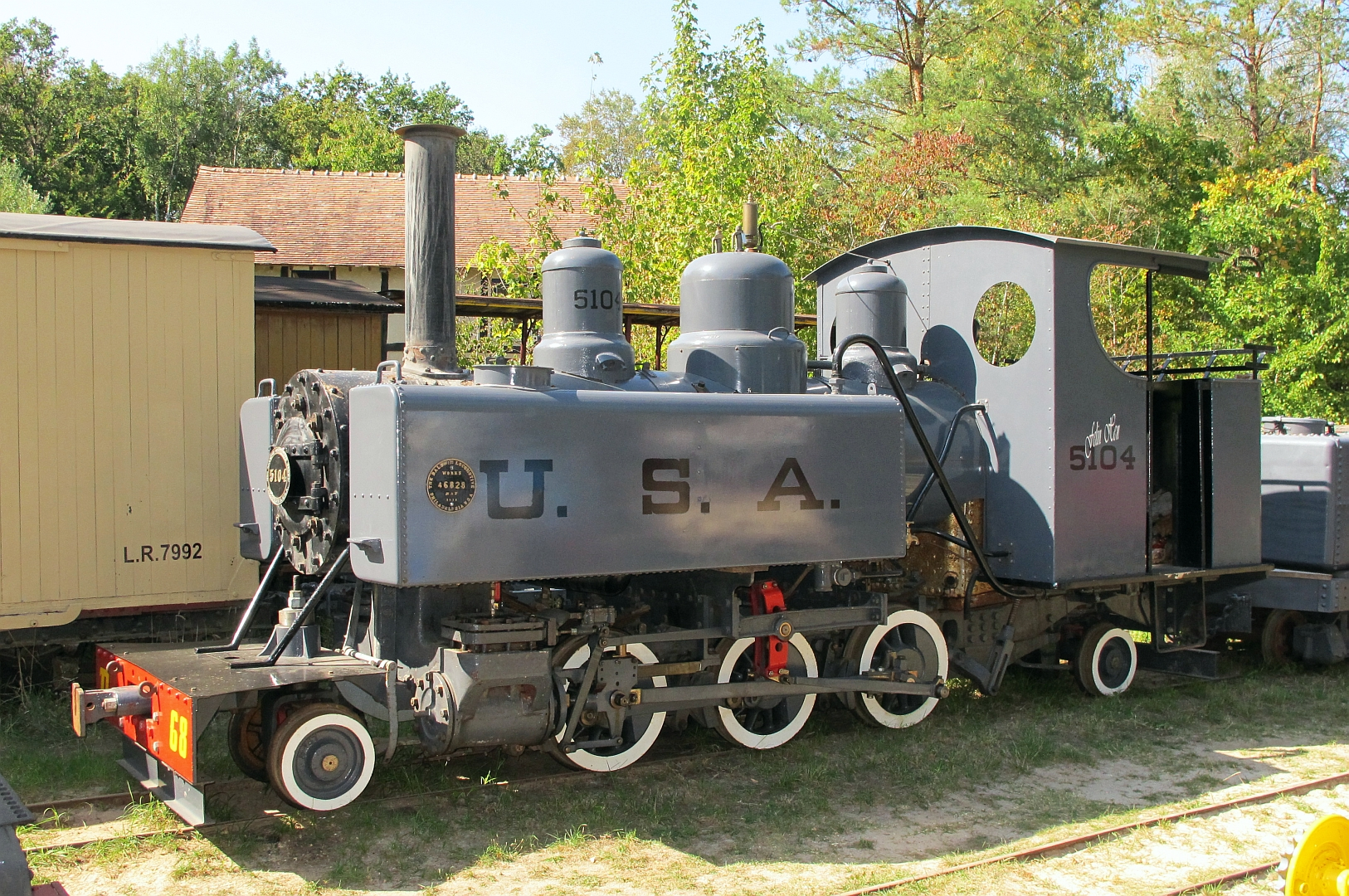
Locomotive à voie de 60 cm construite par Baldwin en 1917.

Baldwin Locomotive Works (BLW) est un ancien constructeur de machines à vapeur, puis de locomotives aux États-Unis. La firme devint, dans les années 1920, le plus grand constructeur mondial de locomotives.
Installée à Philadelphie, Pennsylvanie, la firme a produit sa première locomotive en 1832 et la dernière en 1956 (plus de 70 500 locomotives auront été construites).
En 1950 Baldwin fusionna avec la Lima-Hamilton Corporation. La firme connut des difficultés financières dans les années 1950, et c'est le 6 octobre 1956 que sortit la dernière locomotive Diesel sous le numéro de construction 76125.
Elle a disparu en 1972.

## Histoire

### Débuts
Le fondateur, Matthias W. Baldwin (en), s'associe en 1825 à Philadelphie avec un machiniste pour fabriquer des outils et des machines destinés à l'imprimerie. À partir de 1828, il développe de petites machines fonctionnant à vapeur. En 1831, le Philadelphia Museum of Art lui passe commande d'une locomotive miniature, laquelle a un tel succès qu'une compagnie ferroviaire lui commande la même année une locomotive pour une petite ligne desservant la banlieue de Philadelphie. Il vint à bout de cette première construction et en novembre 1832, la première locomotive produite par Baldwin est terminée et testée. Celle-ci, baptisée Old Ironsides, restera en service pendant vingt ans.

### Locomotives à vapeur

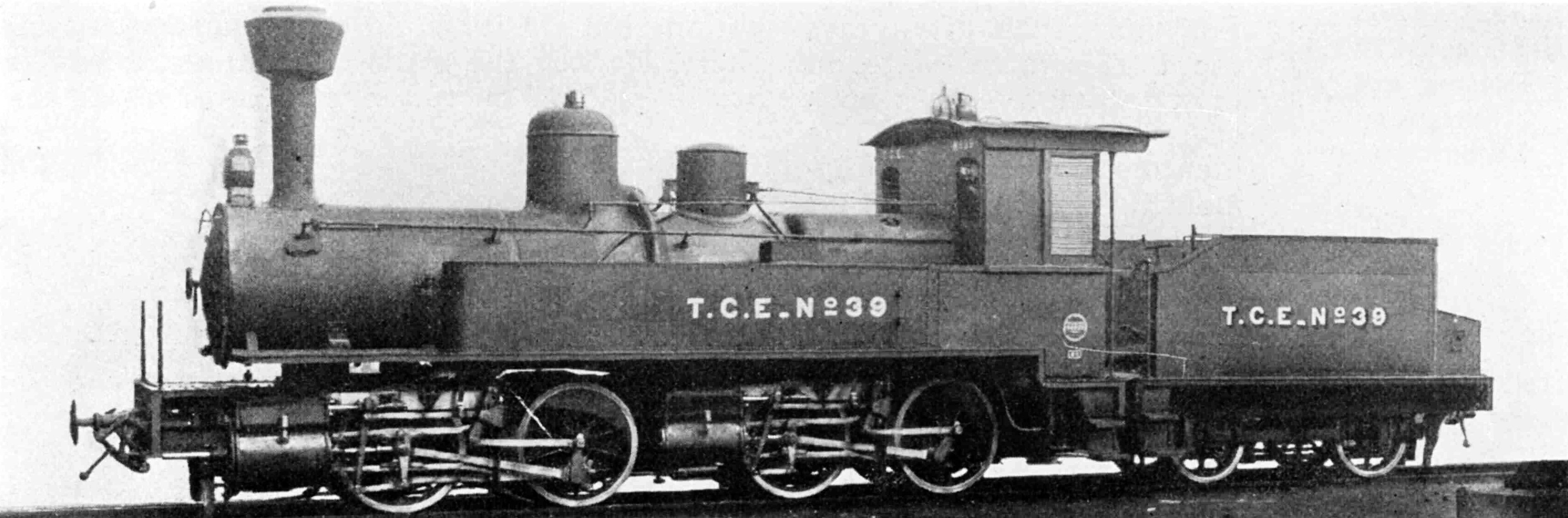
Locomotive Mallet Baldwin, type 020-020, construite pour la ligne Tananarive-Côte Est (TCE), à Madagascar (1922).

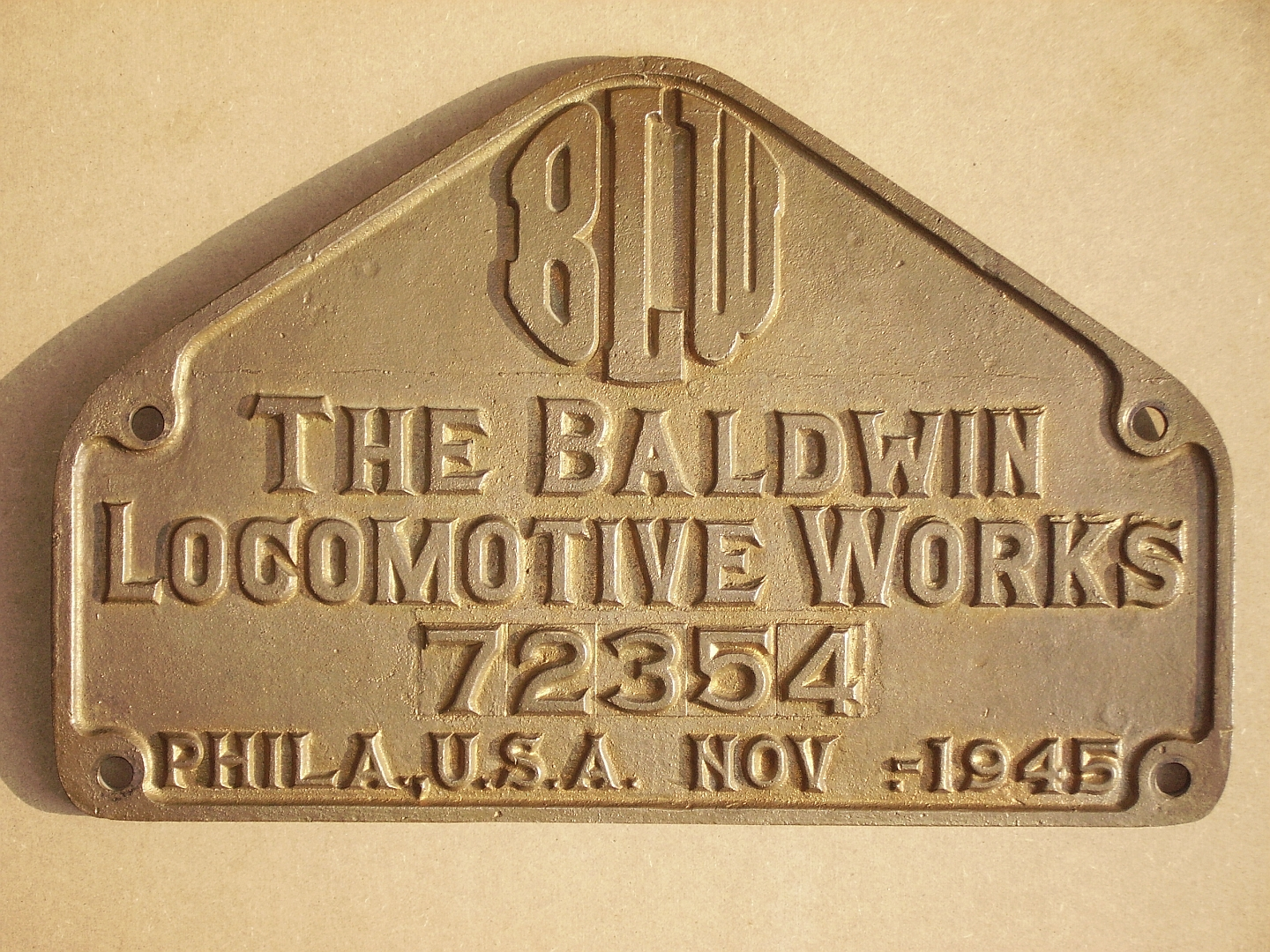
Plaque de constructeur The Baldwin Locomotive Works (1945)

Baldwin eut du mal à surmonter la panique de 1837, une crise financière qui va durer cinq ans. La production chute alors de 40 locomotives en 1837 à seulement neuf en 1840 et la firme est alors lourdement endettée. Mais les années 1850 verront l'avènement du rail dans le pays. Dès 1850, Baldwin construit nombre de machines de type 220 dont le nom, « American », traduit bien le fait que ce type était le standard du début des chemins de fer aux États-Unis.
En 1866, Baldwin avait déjà construit et livré plus de 1 500 locomotives dont les Consolidation que l'ingénieur Alexander Mitchell avait imaginées pour la remorque de trains de marchandises de la compagnie Lehigh & Mahoning. Ce nom vient d'ailleurs de l'effet bénéfique qu'eut cette machine sur la compagnie.
En 1900, Baldwin présente à l'exposition universelle de Paris, une « locomotive compound à quatre cylindres, système Vauclain, à deux essieux accouplés et bogie, tender à bogies ». Elle porte le no 2805 des chemins de fer de l'État.
La production de locomotives à vapeur est de plus de 2 666 unités pour l'année 1906.
Après la Première Guerre mondiale, la firme construit de puissantes locomotives de type Mikado mais aussi d'imposantes locomotives articulées Mallet comme les Cab-forward (en) et même les gigantesques Triplex Mallet (1-4-4-4-2) à trois trucks moteurs dont un sous le tender.
Dans les années 1920, la firme construit des locomotives à vapeur destinées à la compagnie Denver and Rio Grande Western, qui exploite le chemin de fer à voie étroite de Durango à Silverton, destiné initialement à transporter les minerais d'argent et d'or extraits dans les montagnes de San Juan (cette ligne et ses machines ont gardé depuis une fonction touristique).
En 1942, la firme participe à la construction de locomotives pour l'United States Army, dans le cadre de l'USATC (USA Transportation Corps). Elle produira les S160 (en) type 140 (2-8-0) et les S200 (en) type 141 (2-8-2) ainsi que les class Еа (ru), des 150 (2-10-0) qui seront livrées à l'URSS. Des versions sont prévues à voie étroite, du type S118 (en), appelées Mac Arthur et de configuration 141 (2-8-2). Elle produisit d'autres véhicules militaires dont le M30 Cargo Carrier.
En 1945, Baldwin est une des trois firmes américaines qui construira une partie des 141 R commandées par la France pour rénover son parc de locomotives à vapeur.
En novembre 1952 la dernière locomotive à vapeur sort des ateliers de la Baldwin-Lima-Hamilton-Corporation sous le numéro de construction 75503.

### Locomotives électriques
Dès 1906, la production comportait aussi des locomotives électriques de type EP-1, EP-2, EP-3 ; mais la plus fameuse fut la série des puissantes GG1 en 1935, conçues pour la compagnie Pennsylvania Railroad.

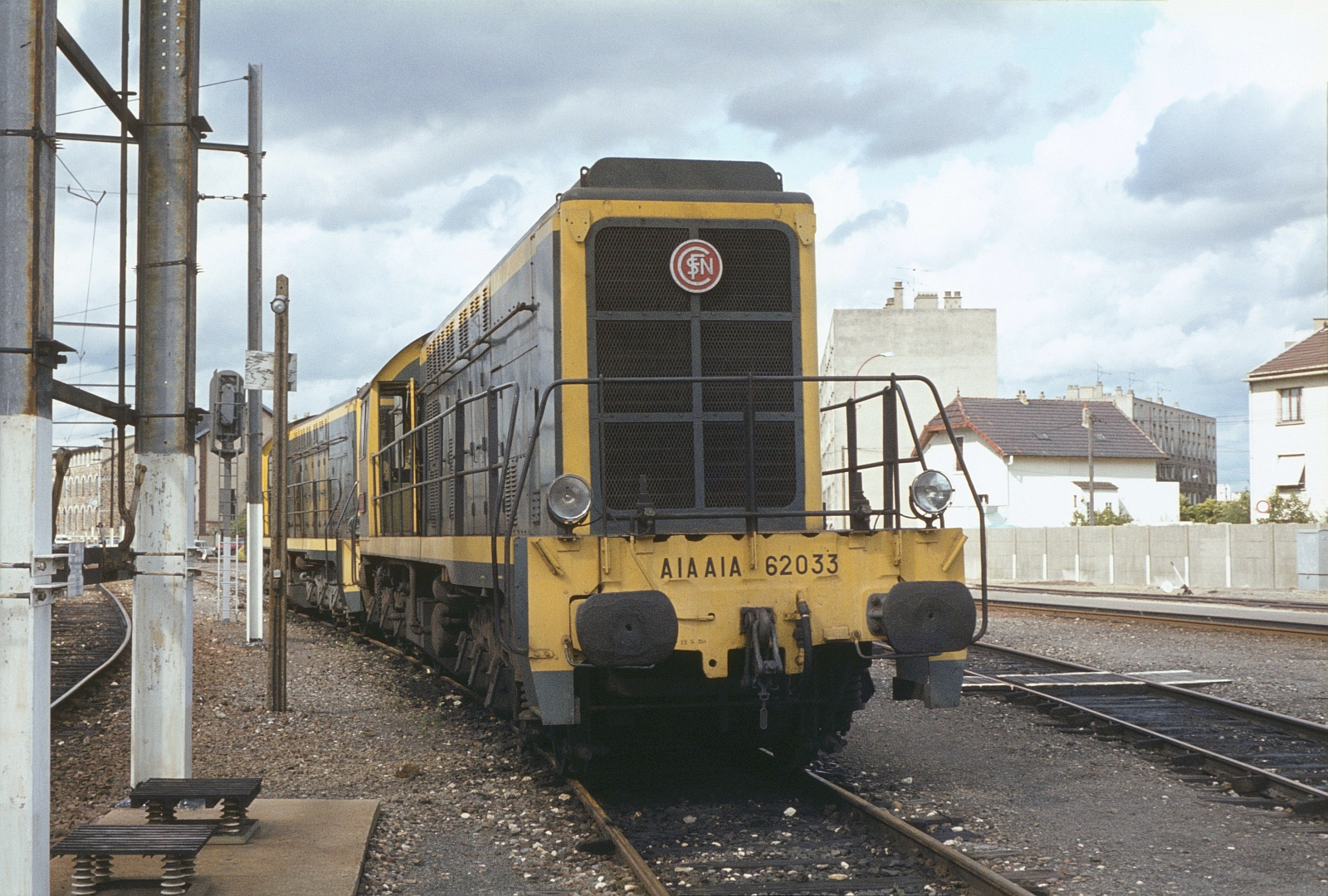
Les locomotives Diesel A1AA1A 62000 de la SNCF furent construites par Baldwin.

### Locomotives Diesel
Durant la Grande Guerre, Baldwin produisit des locotracteurs pour l'Armée française (les 50 Hp). Deux sont conservés à l'APPEVA
En 1939, Baldwin propose une gamme de locomotives Diesel de manœuvre appelées « Switchers ».
En collaboration avec la Westinghouse Electric Corporation, fut développé en 1946 le modèle DRS-6-4-1500 de type A1A-A1A, dont plusieurs variantes furent produites pour l'exportation. 

### Noms successifs de l'entreprise

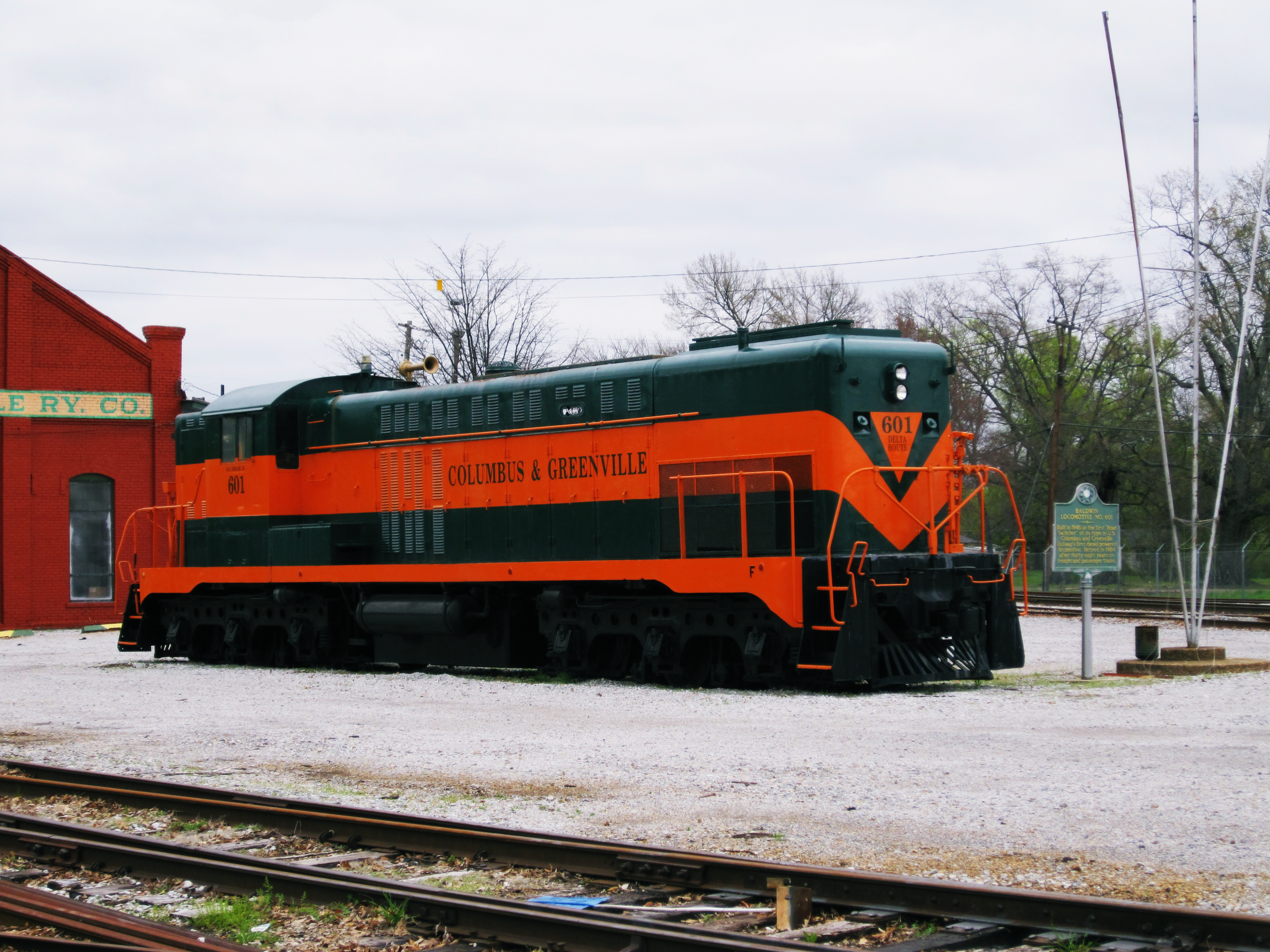
Locomotive Baldwin DRS-6-4-1500 du Columbus and Greenville Railway, préservée à Columbus (Mississippi).

Matthias W. Baldwin était le seul propriétaire de son entreprise jusqu'en 1839. Il va ensuite s'associer et au cours des années, le nom de la firme a changé comme suit :
- 1831 : Matthias W. Baldwin
- 1839 : Baldwin, Vail & Hufty
- 1841 : Baldwin & Vail
- 1842 : Baldwin & Whitney
- 1846 : M. W. Baldwin
- 1854 : M. W. Baldwin & Company
- 1867 : M. Baird & Company
- 1873 : Burnham, Parry, Williams & Company
- 1891 : Burnham, Williams & Company
- 1909 : Baldwin Locomotive Works
- 1911 : The Baldwin Locomotive Works
- 1951 : Baldwin-Lima-Hamilton Corporation